# Richard Gough (1655-1728)
Richard Gough (10 octobre 1655 - 9 février 1728), d'Edgbaston Hall, Warwickshire et Gough House, Chelsea, est un marchand et homme politique britannique qui siège à la Chambre des communes de 1715 à 1728.

## Biographie

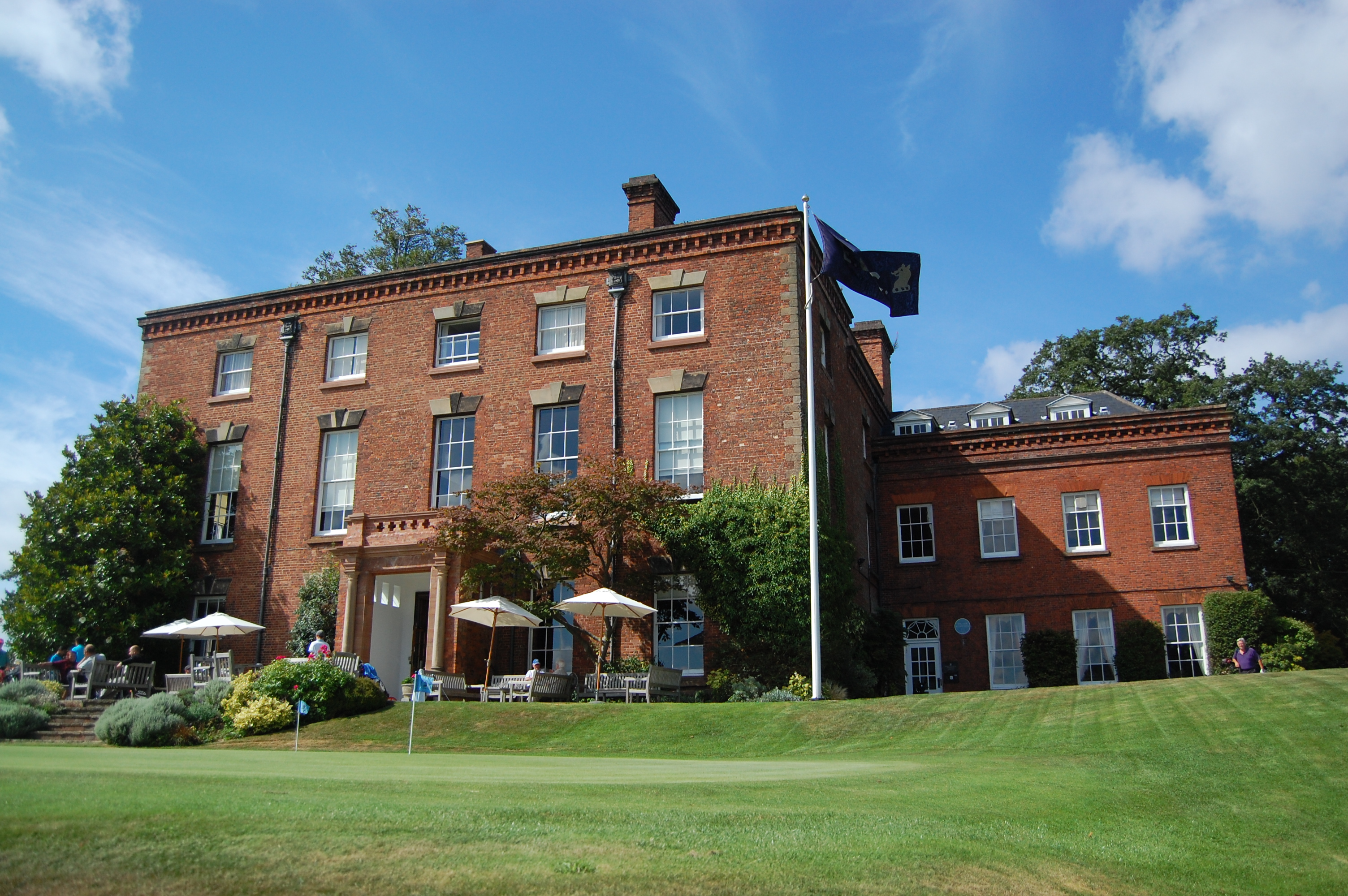
Edgbaston Hall

Gough est le troisième fils de John Gough d'Oldfallings, à Bushbury, Staffordshire et sa seconde épouse Bridget Astley, fille de John Astley de Wood Eaton, Staffordshire. Il est formé dans les affaires sous la direction de James Houblon, député et reçoit les conseils et l'aide de Josiah Child. Il fait fortune dans le commerce des Indes orientales et est considéré comme ayant une connaissance approfondie du commerce et du commerce britanniques, et est sans égal en ce qui concerne le commerce des Indes orientales. Il épouse Ann Crisp, fille de Nicholas Crisp de Chiswick après un règlement conclu le 5 septembre 1701.
En 1713, Gough devient directeur de la Compagnie des Indes orientales. En 1714, il achète 18 domaines à Bramber, ce qui lui donne le contrôle de l'un des sièges. Il est fait chevalier le 8 janvier 1715. Aux élections générales de 1715, il est élu député de Bramber. Il vote pour le projet de loi septennal et entre dans l'opposition avec Robert Walpole en 1717 et vote contre le projet de loi sur la pairie. Il est réélu pour Bramber aux élections générales de 1722 et 1727.
En 1717, Gough achète un domaine à Edgbaston et, en dix ans, il reconstruit Edgbaston Hall et l'église et la cloture Edgbaston Park. Il meurt le 9 février 1728 et est enterré dans l'église d'Edgbaston. Lui et sa femme ont trois fils et quatre filles . Son fils aîné survivant, Henry, est également député et devient baronnet.